# MBB/Kawasaki BK 117
MBB/Kawasaki BK117 — середній вантажопасажирський вертоліт з двома двигунами. Вертоліт є результатом співпраці Messerschmitt-Bölkow-Blohm (MBB) з Німеччини і Kawasaki з Японії. MBB пізніше був придбаний Daimler-Benz і став частиною Eurocopter. BK117 популярний серед пасажирів і як VIP-транспорт, через можливість розміщення від 7 до 10 пасажирів. Його також використовують як повітряний кран і лебідку, патрульні і військово-транспортні, і в окремих випадках у ролі повітряної швидкої допомоги і рятувально-пошукової платформи. Його наступник, EC 145, був розроблений на основі версії BK117 C-1.

## Розробка
BK117 був спільною розробкою MBB та Kawasaki за угодою яка була підписана 25 лютого 1977. Угода замінила собою два окремих проекти багатоцільового вертольота з двома двигунами; Bo 107 від MBB і KH-7 від Kawasaki. Витрати були розподілені порівну, MBB розробляли гвинти (базувалися на жорсткій гвинтовій системі MBB від Bo 105), хвостову балку, систему керування польотом і гідравлічну систему, а Kawasaki розробляли шасі, планер, головну трансмісію і інші дрібні компоненти. Кожна компанія буде мати свою власну лінію збірки для місцевих ринків.
Кожна компанія повинна була побудувати по два прототипи (хоча Kawasaki побудували лише один) у 1979; один для льотних тестів, а другий для наземних тестувань систем. Літаючий прототип MBB здійснив свій перший політ в Оттобурні 13 червня 1979, за ним піднявся у повітря прототип Kawasaki у Гіфу 10 серпня 1979. Розробка йшла повільніше ніж очікувалося, проблема була у недостатній кількості кваліфікованих працівників у компанії MBB. Хоча льотні сертифікації планувалися на кінець 1980, німецька сертифікація відбулася 9 грудня 1982, а японська сертифікація відбулася 17 грудня, усі необхідні американські сертифікації FAA відбулися 29 березня 1983.
Один BK117 A-3 (с/н 7106) був орендований канадським командуванням ВПС для тестувань і отримав назву CH-143. Коли програму було закінчено, вертоліт було повернуто фірмі  MBB Канада.
Всього було випущено 443 вертольоти BK117; 329 (і два прототипи) компанією MBB у Донаворті, 111 (і один прототип) компанією Kawasaki у Японії.
Японське виробництво:
BK117 A-1 to C-1: c/n 1001—1112 = 111
+ P-3/P-5 прототип
Німецьке виробництво:
BK117 A-1 to B-2: c/n 7001-7275 = 274
BK117 C-1: c/n 7500-7555          = 56
+ P-2 прототипи
+ S-01 Досерійний прототип
ПРИМІТКА: Останній варіант BK117 був C-1. BK117 C-2 є поточною брендовою назвою для EC 145 для австралійського ринку, і як EC 145 не BK117.

## Варіанти

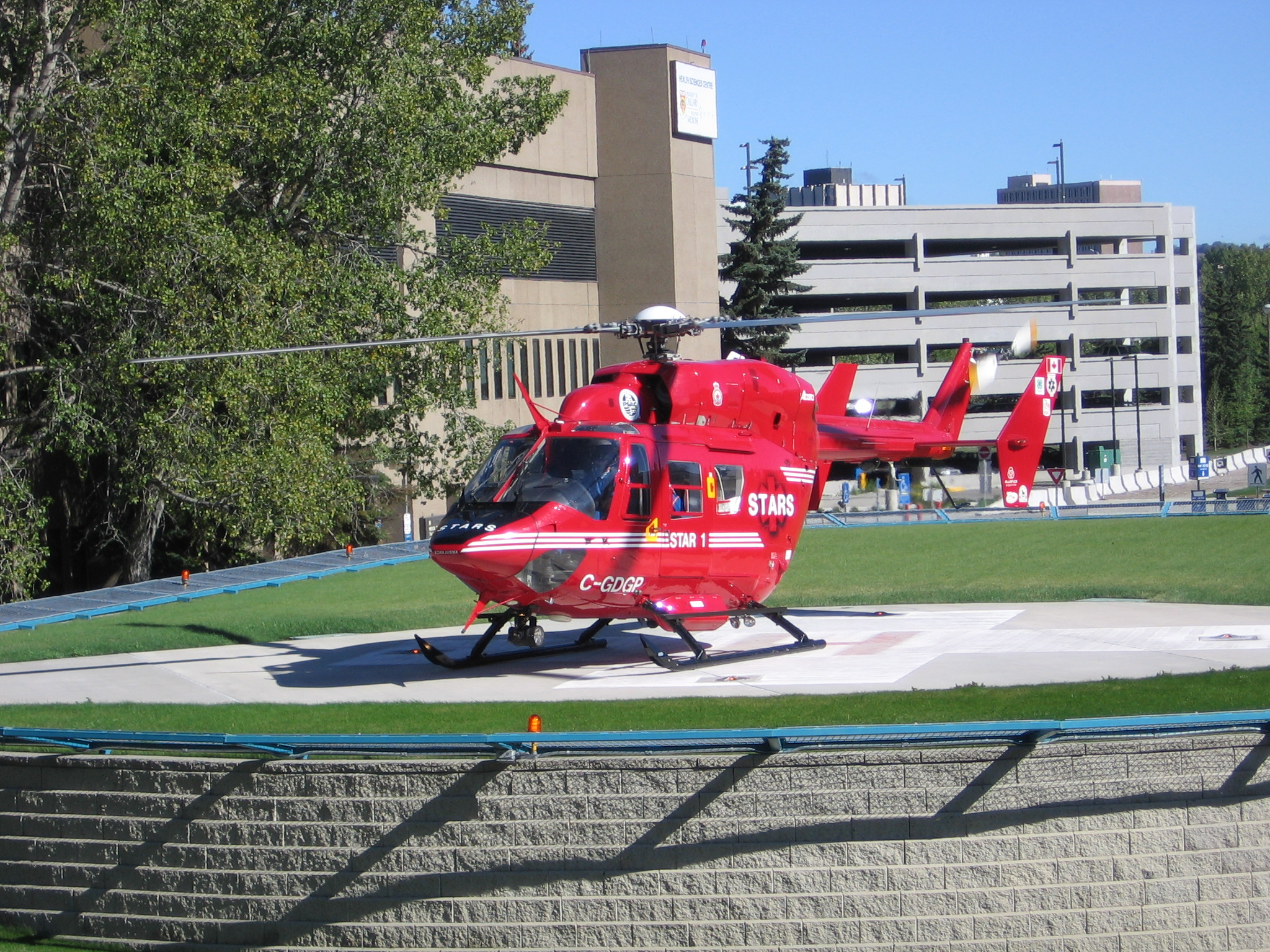
STARS Повітряна швидка допомога у Медичному центрі Футгілз

BK117 P-2 (D-HBKA)Німецький прототип, перший політ 13 червня 1979. Зараз виставлений у вертолітному музеї Бюкебургу, Бюкебург, Німеччина.
BK117 S-01 (D-HDRF)Перший досерійний прототип. Зараз стоїть на даху штаб-квартири DRF в аеропорту Штутгарту.
BK117 P-3/P-5 (JQ0003)Японський прототип, перший політ 10 вересня 1979. Виставлений в аерокосмічному музеї Какамігахара, Какамігахара/Гіфу, Японія
BK117 A-1З двома двигунами Lycoming LTS 101-650B-1. Перший політ 23 квітня 1982.
BK117 A-3Представлений у березні 1985, A-3 мав довший хвостовий гвинт з покращеними лопатями, системою рискання CSAS, покращеним стабілізатором (SPAS) і зі збільшеною вагою до 3200 кг. — Збройні сили Канади орендували один BK 117-A3 для тестувань і дали йому назву CH-143. Після закінчення тестувань вертоліт було повернуто MBB Канада
BK117 A-4Представлений у 1986, A-4 мав збільшені ліміти трансмісії на зльоті, покращену голівку хвостового гвинта. Німецькі вертольоти мають пристосування для додаткових паливних баків, що збільшило продуктивність.
BK117 A-3MВійськова версія представлена у 1986. A-3M оснащений більш високими лижами і може перевозити 11 солдат. Під фюзеляжем можна встановити кулемет Browning 12,7 мм у турелі Lucas з 450 набоями, яка керується нашоломною системою наведення. A-3M також має пілони для підвіски восьми ПТКР HOT II або TOW, або різних ракет «повітря-повітря», блоки НАР або стаціонарні гармати. У двері можна встановити кулемет калібру 12,7 мм.
BK117 B-1Представлено у грудні 1987, B-1 оснащений двигуном LTS 101-750B-1 для збільшення продуктивності і можливістю підняти 140 кг вантажу на зовнішній підвісці.
BK117 B-1CБританська сертифікована версія зі збільшеною дальністю і витривалістю.
BK117 B-2Максимальна злітна маса збільшена до 3350 кг, стандартом є два двигуни Allied Signal Lycoming LTS101-750B-1, нові лопаті хвостового гвинта, покращена продуктивність на великій висоті, збільшено обмеження зльоту/посадки до 15,000 ft, покращено льотну продуктивність для: HIGE/HOGE.
BK117 C-1Оснащений двигунами Turbomeca Arriel 1E. Пізніше моделі можуть отримати двигуни Arriel 1E2.
NBK117Ліцензійна модель побудована в Індонезії.
BK117-850D2Представлений у 2010, варіант 850D2 вертольота BK117 B-2 з двигунами Honeywell LTS 101-850B-2. Розробка і сертифікація була проведена у Новій Зеландії Airwork of Ardmore разом з Flight Structures Ltd.

## Оператори

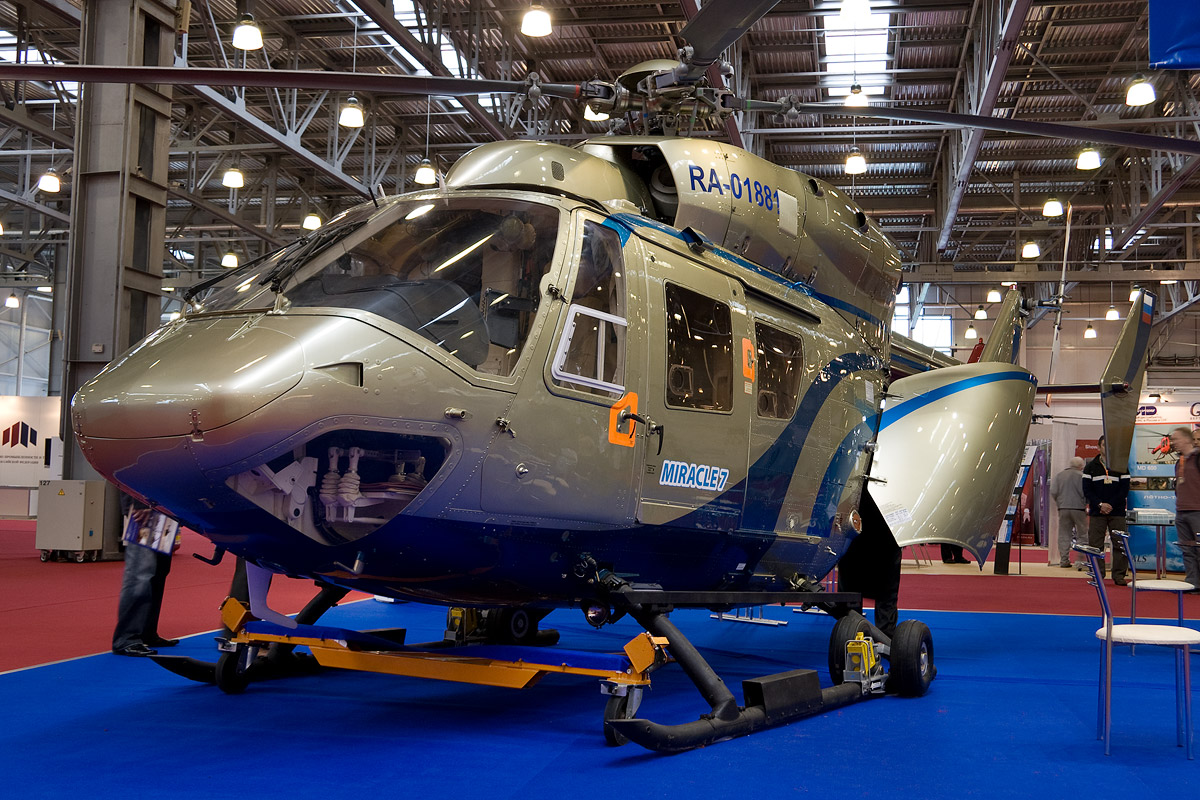
Російський BK117

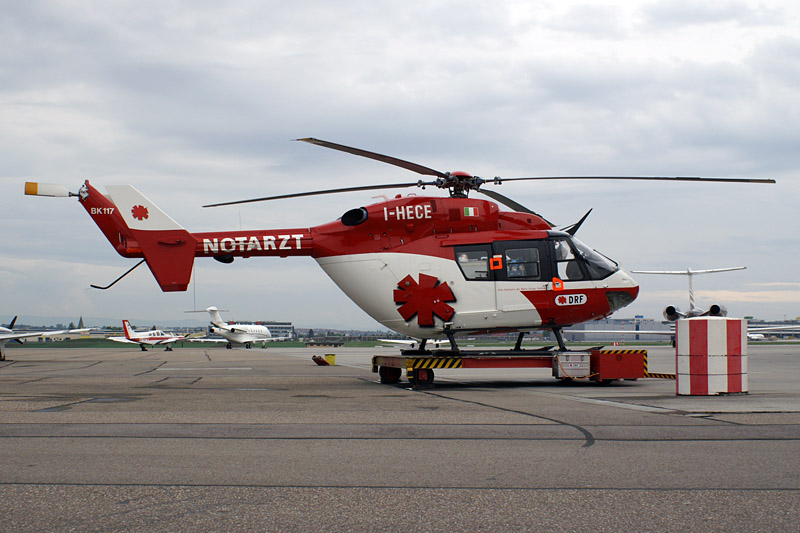
Італійський BK117 повітряної швидкої допомоги

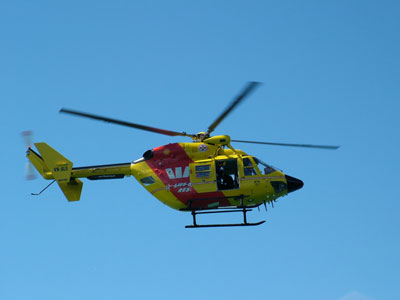
Австралійській BK117 рятувально-пошукової служби

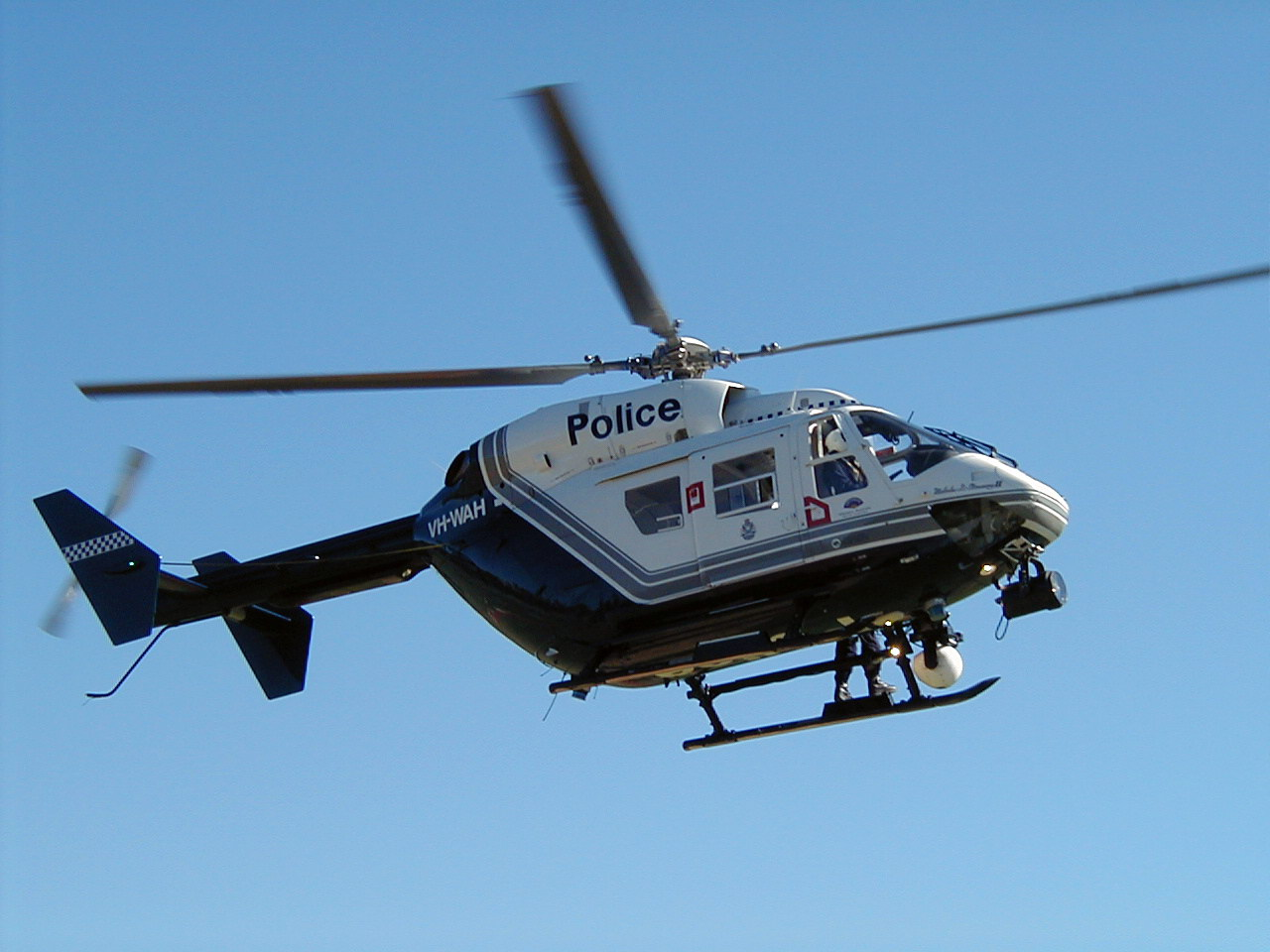
Вертоліт BK117 поліції Західної Австралії

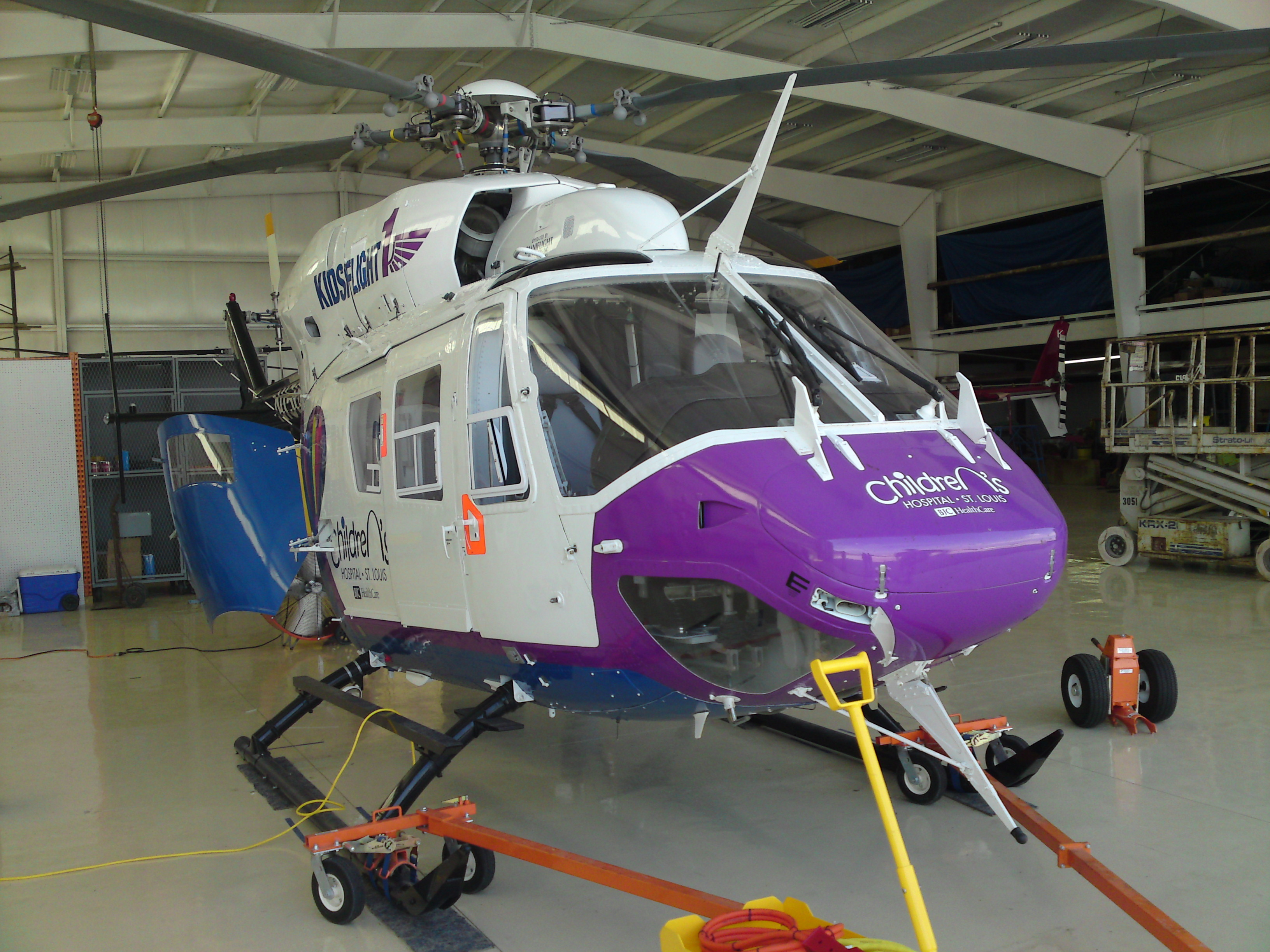
BK117 на службі дитячої лікарні Сент-Луїсу

### Цивільні оператори
Загалом вертольоти використовують різні аварійно-рятувальні служби, а також використовуються приватними особами, компаніями і чартерними операторами.
 Австралія
- CareFlight[en][7]
- Westpac Life Saver Rescue Service[en][8]

 Канада
- Shock Trauma Air Rescue Society[en][9]

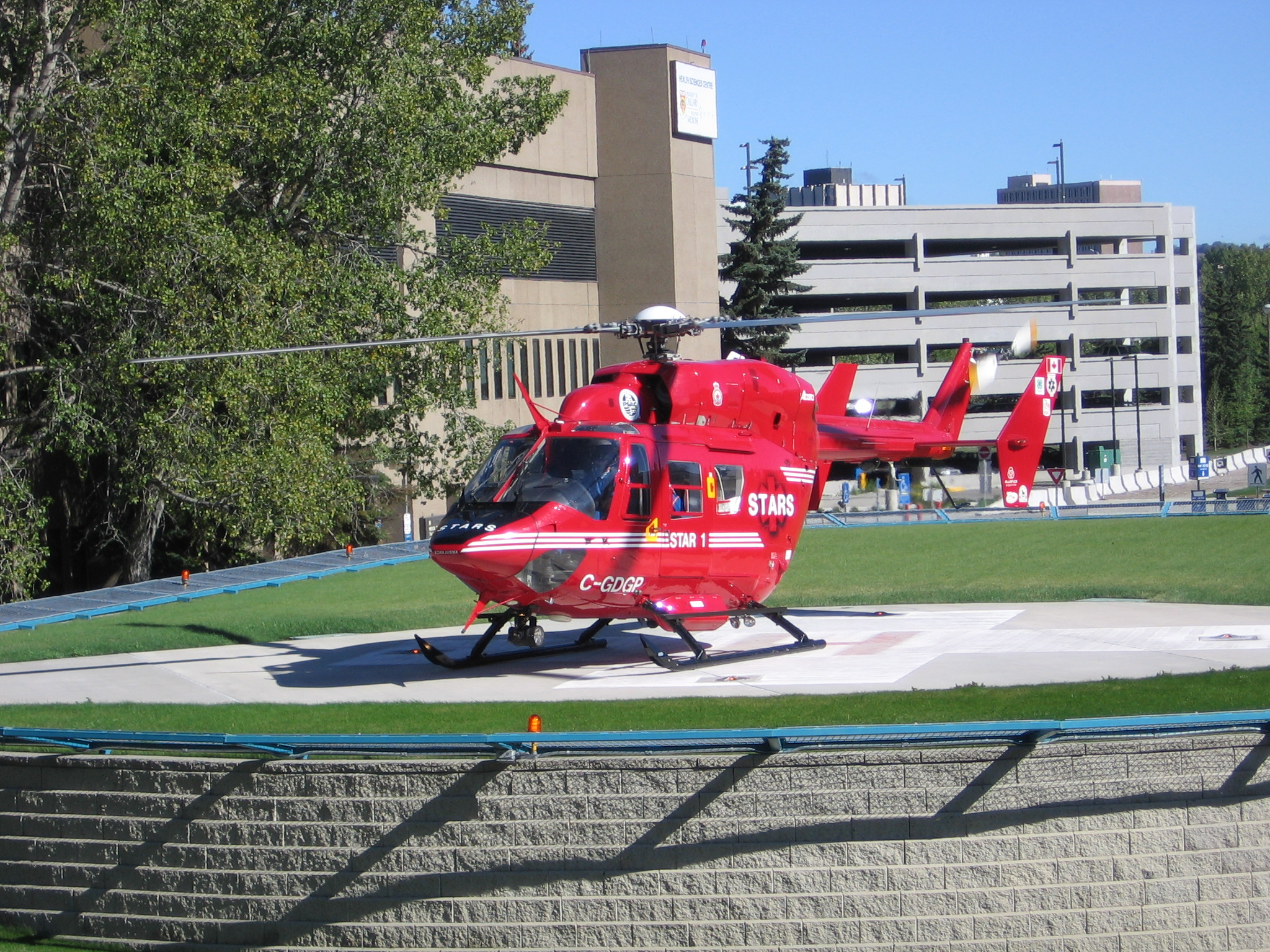
STARS Повітряна швидка допомога у Медичному центрі Футгілз

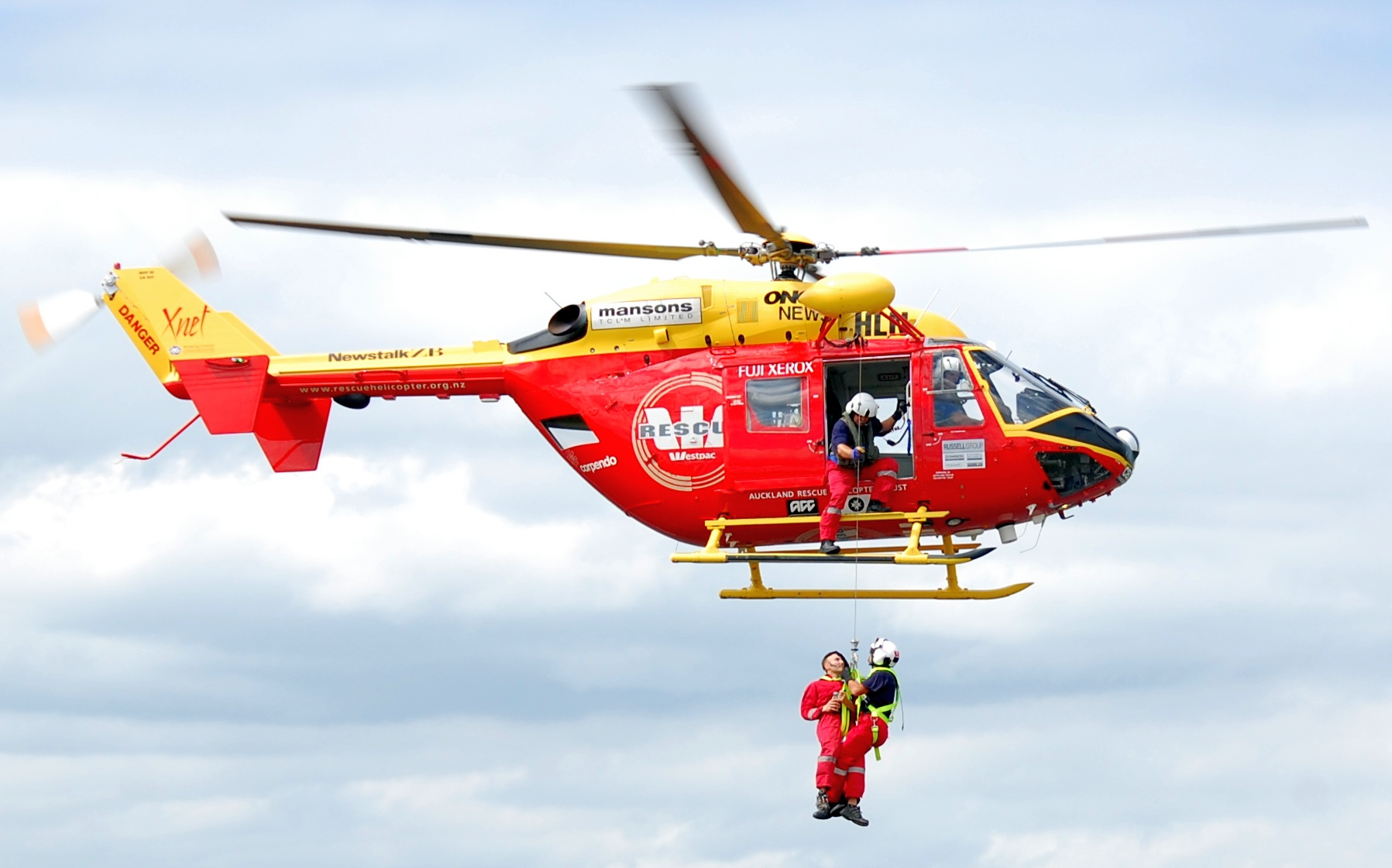
BK 117 на службі служби вертолітного порятунку Окленду

 Німеччина
- ADAC[10][11]
- DRF Luftrettung[12]

 Кенія
- Everett Aviation[13]

 Нова Зеландія
- Auckland Rescue Helicopter Trust[14]

- Otago Rescue Helicopter Trust[15]

 Республіка Китай
- Daily Air Corporation[16]

 США
- Air Methods[17]
- St. Louis Children's Hospital[18]
- Orlando Regional Medical Center[19]

### Військові та урядові оператори
Австралія
- Fire and Rescue NSW[20]
- New South Wales Police Force[20]
- Western Australia Police[21]

 Чилі
- Chilean Air Force[22]
- Carabineros de Chile[23][24]

 Колумбія
- Colombian National Armada[22]

 Німеччина
- Polizei[25]

 Японія
- Japan Maritime Self Defense Force[22]

 Перу
- Peruvian National Police[26]

 Республіка Китай
- Republic of China Coast Guard — BK-117B-2

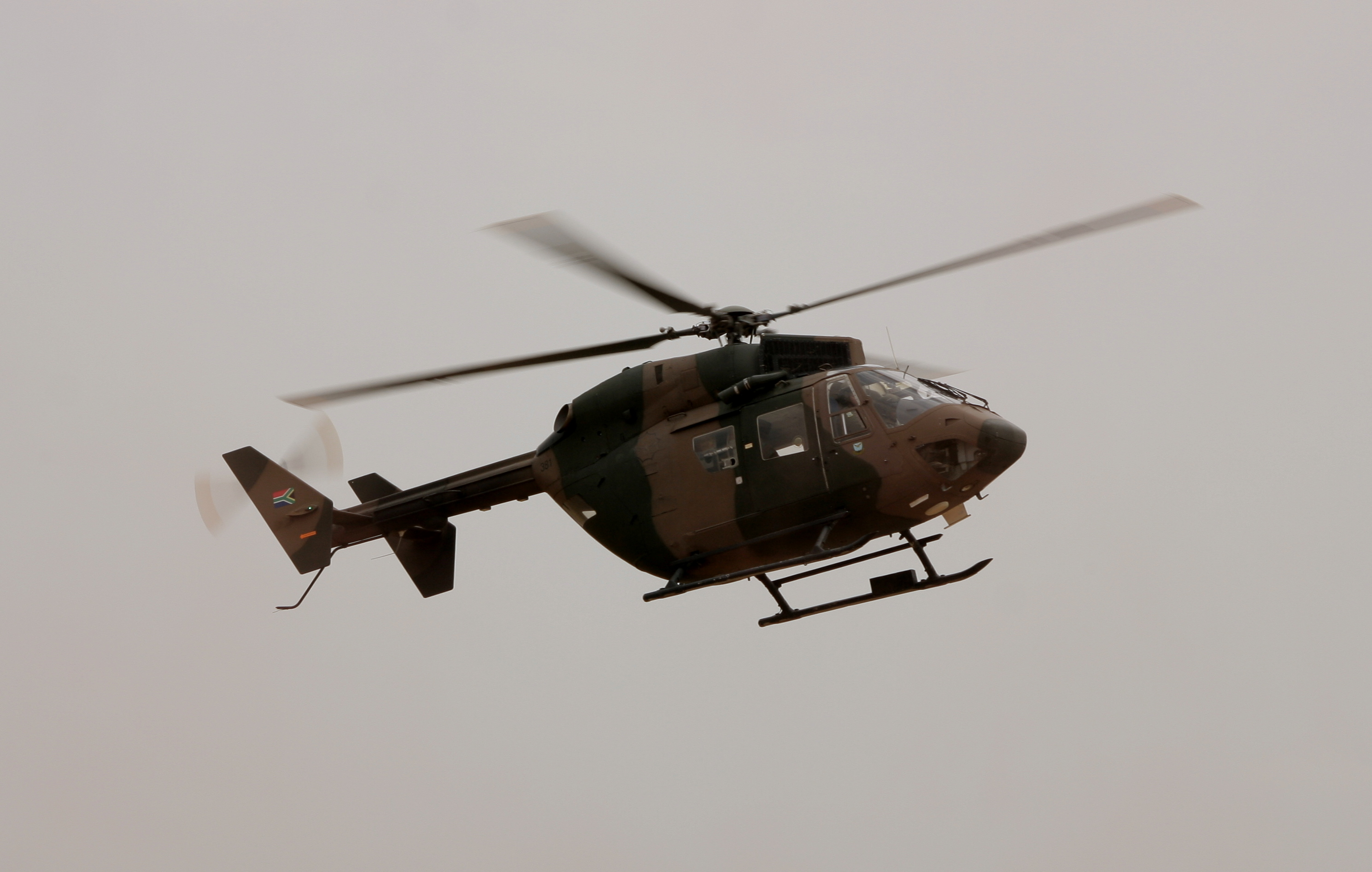
BK 117 на службі 15 розвідувальної ескадрильї ВПС Південної Африки

 Іспанія
- Guardia Civil[27]

 ПАР
- South African Air Force[22]
- South African Police Service[28]

### Колишні оператори
Бопутатсвана
- Bophuthatswana Air Force[29]

 Канада
- Canadian Forces Air Command[4]

 Кіскей
- Ciskei Defence Force[30]

 Транскей
- Transkei Defence Force[31]

 Венда
- Venda Defence Force[32]

## Льотно-технічні характеристики (BK117 B-2)
Джерело: Jane's All The World's Aircraft 1993-94
Основні характеристики
- Екіпаж: 1
- Пасажиромісткість: до 10 пасажирів
- Довжина: 9,91 м
- Висота: 3,85 м
- Діаметр несучого гвинта:

- Площа обертання несучого гвинта: 95,03 м²
- Маса порожнього: 1727 кг
- Максимальна злітна маса: 3350 кг
- Маса палива у внутрішніх баках: 697 л у внутрішніх баках
- Силова установка: 2 × турбовальний Textron Lycoming LTS 101-750B-1  593 кс ( 442 кВт)
- Діаметр гвинта: 11,0 м

Льотні характеристики
- Практична дальність: 541 км
- Висота зависання: 3565 м
- Швидкопідйомність: 11,00 м